# Lee Da-Bin
Lee Da-Bin (en coreano: 이다빈; 7 de diciembre de 1996) es una deportista surcoreana que compitió en taekwondo.
Participó en los Juegos Olímpicos de Tokio 2020, obteniendo dos medallas, plata en Tokio 2020 y bronce en París 2024. En los Juegos Asiáticos consiguió cuatro medallas entre los años 2014 y 2022.
Ganó dos medallas en el Campeonato Mundial de Taekwondo, en los años 2019 y 2022, y dos medallas en el Campeonato Asiático de Taekwondo, en los años 2016 y 2018.

## Palmarés internacional
| Juegos Olímpicos    | Juegos Olímpicos             | Juegos Olímpicos  | Juegos Olímpicos |
| Año                 | Lugar                        | Medalla           | Categoría        |
| ------------------- | ---------------------------- | ----------------- | ---------------- |
| 2020                | Tokio (Japón)                | Medalla de plata  | +67 kg           |
| 2024                | París (Francia)              | Medalla de bronce | +67 kg           |
| Campeonato Mundial  |                              |                   |                  |
| Año                 | Lugar                        | Medalla           | Categoría        |
| 2019                | Mánchester (Reino Unido)     | Medalla de oro    | –73 kg           |
| 2022                | Guadalajara (México)         | Medalla de plata  | –73 kg           |
| Juegos Asiáticos    |                              |                   |                  |
| Año                 | Lugar                        | Medalla           | Categoría        |
| 2014                | Incheon (Corea del Sur)      | Medalla de oro    | –62 kg           |
| 2018                | Yakarta (Indonesia)          | Medalla de oro    | +67 kg           |
| 2022                | Hangzhou (China)             | Medalla de plata  | +67 kg           |
| 2022                | Hangzhou (China)             | Medalla de plata  | Equipo mixto     |
| Campeonato Asiático |                              |                   |                  |
| Año                 | Lugar                        | Medalla           | Categoría        |
| 2016                | Pásay (Filipinas)            | Medalla de oro    | –73 kg           |
| 2018                | Ciudad Ho Chi Minh (Vietnam) | Medalla de bronce | –73 kg           |